# Sudova Vyšnja
Sudova Vyšnja (in ucraino Судова Вишня?; in polacco Sądowa Wisznia) è una città dell'Ucraina (6 470 abitanti) situata nel distretto di Javoriv, nell'oblast' di Leopoli. Ospita l'amministrazione della comunità territoriale di Sudova Vyšnja, una delle comunità territoriali dell'Ucraina.
Fino al 18 luglio 2020 Sudova Vyšnja apparteneva al distretto di Mostys'ka, abolito come parte della riforma amministrativa dell'Ucraina, che ha ridotto a sette il numero dei distretti dell'oblast' di Leopoli. L'area del distretto di Žovkva è stata fusa nel distretto di Javoriv.